# أويكو كارايل
أويْكو كارايَل (بالتركية: Öykü Karayel)‏ هي ممثلة تُركية ولدت في يوم 20 أغسطس 1990 في مدينة إسطنبول في تركيا. بدأت مسيرتها الفنية في عمر 20، أول أعمالها المسرحية (الاشياء الجميلة) التي كانت بمثابة الخبرة المهنية الأولى بدور (عائشة). ثم شاركت في بطولة مسلسل الشمال والجنوب (عودة مهند) بدور (جيمري) مع النجم التركي كيفانش تاتليتوغ الشهير باسم (مهند) في سنة 2011، كان لأويكو كارايل ظهور مميز بدورها في مسلسل العشق الاسود يدور إبيك (عبير في الدبلجة) مع الممثل انجين أكيوريك الشهير باسم (كريم) والممثلة توبا بويوكستون الشهيرة باسم (لميس) سنة 2014.
شاركت أويكو كارايل في ما يقارب 6 مسلسلات درامية طوال مسيرتها الفنية التي بدأت سنة 2011، منها دور في مسلسل السلطانة كوسم سنة 2016، شاركت بفليم (Dust) سنة 2017 حيث نالت جائزة إثر دورها به، مثلت سنة 2017 دور البطولة في مسلسل نبضات قلب مع الممثل جوكهان ألكان بدور أيلول ، و آخر أعمالها الفنية مسلسل لعبة قدري مثلت البطولة بدور آسيا يلماز
نالت جائزة الفراشة الذهبية لأحسن ثنائي في تركيا سنة 2017 مع زميلها الممثل (جوكهان ألكان) لدورهما في مسلسل نبضات قلب.

## روابط خارجية
- أويكو كارايل على موقع IMDb (الإنجليزية)
- أويكو كارايل على موقع روتن توميتوز (الإنجليزية)
- أويكو كارايل على موقع ألو سيني (الفرنسية)
- أويكو كارايل على موقع قاعدة بيانات الفيلم (الإنجليزية)